# STS-41-C
（原来编号STS-13）是历史上第十一次航天飞机任务，也是挑战者号航天飞机的第五次太空飞行。

## 任务成员
- 罗伯特·克里彭（Robert Crippen，曾执行、以及任务），指令长
- 迪克·斯科比（Dick Scobee，曾执行以及任务），飞行员
- 乔治·尼尔森（George D. Nelson，曾执行、以及任务），任务专家
- 詹姆斯·范·霍夫腾（James D. A. van Hoften，曾执行以及任务），任务专家
- 特里·哈特（Terry J. Hart，曾执行任务），任务专家